# 山口県道104号飯の山公園線
山口県道104号飯の山公園線（やまぐちけんどう104ごう いいのやまこうえんせん）は、山口県大島郡周防大島町を通る一般県道である。

## 概要
飯の山（標高263.5 m）から国道437号に至る。

### 路線データ
- 起点：大島郡周防大島町大字西三蒲（飯の山山頂）
- 終点：大島郡周防大島町大字西三蒲（国道437号交点）

## 歴史
- 1972年（昭和47年）4月1日 - 山口県告示第262号により認定される。
- 2004年（平成16年）10月1日 - 大島郡の全4町（大島町・久賀町・橘町・東和町）が対等合併して大島郡周防大島町が成立したことに伴い、全区間が大島郡周防大島町域を通る路線になる。

## 地理

### 通過する自治体
- 大島郡周防大島町

### 交差する道路
| 交差する道路 | 交差する場所 | 交差する場所 |
| ------------ | ------------ | ------------ |
| 国道437号    | 大字西三蒲   | 終点         |

### 沿線
- 飯の山
- 飯の山展望台
- 瀬戸公園